# Prolecanitida
I Prolecanitida Miller e Furnish, 1954 sono un ordine di cefalopodi estinti appartenenti agli Ammonoidea (ammoniti in senso lato), vissuti dal Devoniano Superiore al Triassico Inferiore. Si tratta di cefalopodi dotati di conchiglia esterna (ectococleati), con camere interne collegate da un sifone che permetteva all'animale di introdurre nelle camere stesse gas e liquido tramite un processo osmotico per variare il proprio galleggiamento. L'animale viveva solo nell'ultima camera, la più ampia (camera d'abitazione).

## Descrizione
I Prolecanitida sono forme caratterizzate da suture di tipo goniatitico complesso, fino a ceratitico. La filogenesi di questo gruppo porta da linee suturali molto semplici nel Devoniano terminale fino a estremamente complesse, per la comparsa di numerosi lobi ombelicali (fino a una quindicina) e l'articolazione dei lobi ventrale e laterale in elementi secondari. La caratteristica peculiare di questo ordine, che lo distingue dagli altri Ammonoidea sono i colletti settali retrocoanitici, rivolti cioè in direzione posteriore, verso l'apice della conchiglia (e non verso l'apertura come in tutti gli altri ammonoidi). All'estrema complicazione delle suture fa riscontro una notevole conservatività nella morfologia della conchiglia, discoidale o lenticolare, prevalentemente liscia o (raramente) con ornamentazione poco pronunciata, consistente di solito in nodi. La filogenesi del gruppo va generalmente da forme con conchiglia evoluta a decisamente involuta.

## Classificazione
Questo ordine relativamente piccolo rimane tuttora un gruppo piuttosto enigmatico e isolato dal punto di vista filetico. Presenta notevoli convergenze dal punto di vista della morfologia suturale con i Ceratitida, anche se dal punto della morfologia della conchiglia risulta poco confrontabile per la notevole semplicità e relativa monotonia dei caratteri.
Alcuni ricercatori  su base cladistica ritengono i Prolecanitida del Permiano Superiore come le forme ancestrali dei Ceratitida, e quindi di tutti gli ammonoidi mesozoici. Altri  mettono in rilievo significative differenze nella formula suturale tra ceratiti e prolecaniti per rigettare questa ipotesi e sostenere invece la derivazione delle ceratiti vere e proprie dai Goniatitida. Secondo questa ipotesi i Prolecanitida sarebbero quindi un ramo evolutivo a sé stante e privo di discendenti.

## Distribuzione stratigrafica
I Prolecanitida compaiono alla fine del Devoniano, probabilmente dai Goniatitida (sottordine Tornoceratina), e sono forme abbastanza comuni per tutto il Paleozoico Superiore (si distinguono una quarantina di generi e circa 250 specie). Raggiungono la massima frequenza e la maggiore differenziazione nel tardo Permiano Inferiore (Artkinsiano), con 13 generi, per poi declinare gradualmente. Un paio di generi superano la grande crisi biologica permo-triassica e si estinguono entro il Triassico Inferiore, soppiantati dai Ceratitida e dai primi Ammonitida. Tra i generi più noti si possono ricordare Pronorites Mojsisovics (Carbonifero) e Medlicottia Sepkoski (Permiano).